# Dichagyris clarescens
Dichagyris clarescens är en fjärilsart som beskrevs av Fernández 1929. Dichagyris clarescens ingår i släktet Dichagyris och familjen nattflyn. Inga underarter finns listade i Catalogue of Life.